# Кинг, Инге
Инге Кинг (англ. Inge King, урожд. Нойфельд (нем. Inge Viktoria Neufeld); 26 ноября 1915, Берлин, Германская империя — 24 апреля 2016, Мельбурн, Австралия) — австралийский скульптор, одна из первых скульпторов-абстракционистов Австралии.

## Жизнь и творчество
И. Нойфельд родилась в еврейской семье. В 1936-1937 годах начинает обучение на скульптора; в 1937 году была принята в Берлинскую академию искусств. В 1938 году Инге исключена из академии в связи с её еврейским происхождением.
В 1939 году она эмигрирует из нацистской Германии в Англию, где в 1940 году поступает в Королевскую академию художеств, затем учится в Школе искусств Глазго.
Первой самостоятельной работой девушки была созданная в 1943 году бронзовая скульптура Варшава, воплотившая в себе трагедию мировой войны. В этот период своего творчества И. Нойфельд работает в Лондоне. В 1949 году состоялась её первая персональная выставка. В 1950 году, во время поездки в Париж и Нью-Йорк, скульптор открывает для себя абстрактный экспрессионизм. После возвращения в Англию в 1951 году Инге выходит замуж за австралийского графика Грэма Кинга и уезжает с ним в Австралию.
В начале 1950-х годов абстракционизм в скульптуре был в Австралии практически неизвестен. В 1953 году И. Кинг, вместе с Джулиусом Кейном, Клиффордом Ластом и Нормой Редпат, организует в Мельбурне художественную Группу Четырёх, члены которой создают модернистские, абстрактные скульптуры геометрических форм из различных промышленных материалов. Сперва И.Кинг работает с камнем и деревом, а с 1959 года занимается резьбой автогеном по металлу. В 1961 году Группа Четырёх, которая начинает пополняться новыми членами, была преобразована в Центральную группу Пяти. На учредительной встрече была сформулирована программа из 5 пунктов, центральным из которых было обязательство организовывать совместные выставки членов группы. Такие выставки состоялись в 1963, 1964, 1965, 1974 и в 1984 годах.
С 1960 и до конца 1980-х годов И. Кинг создавала почти исключительно монументальные скульптуры из нержавеющей стали, устанавливаемые перед официальными зданиями, в парках и на площадях. С 1989 года она работала также с бронзой, отливая скульптурные миниатюры.

## Галерея

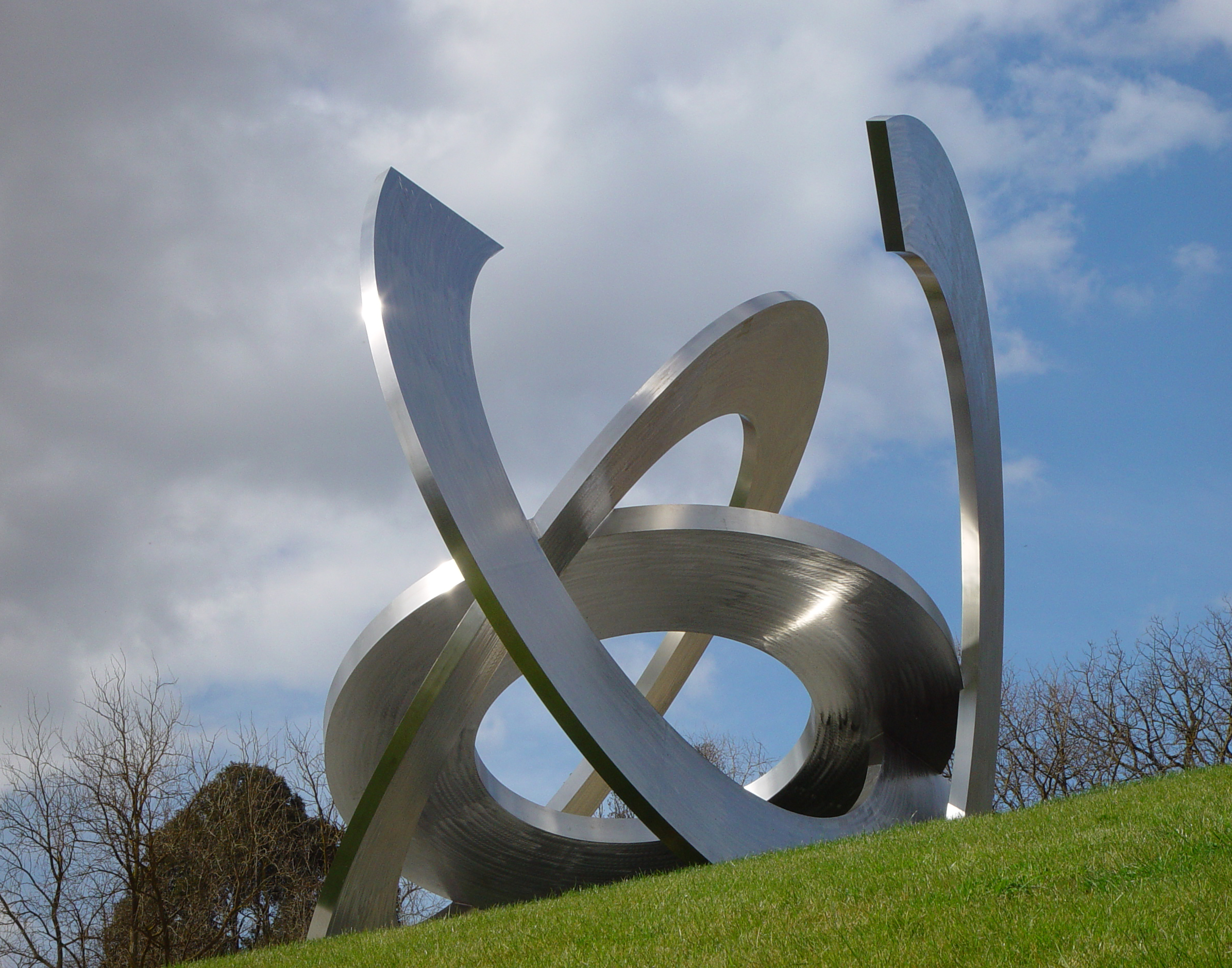
Кольца Сатурна
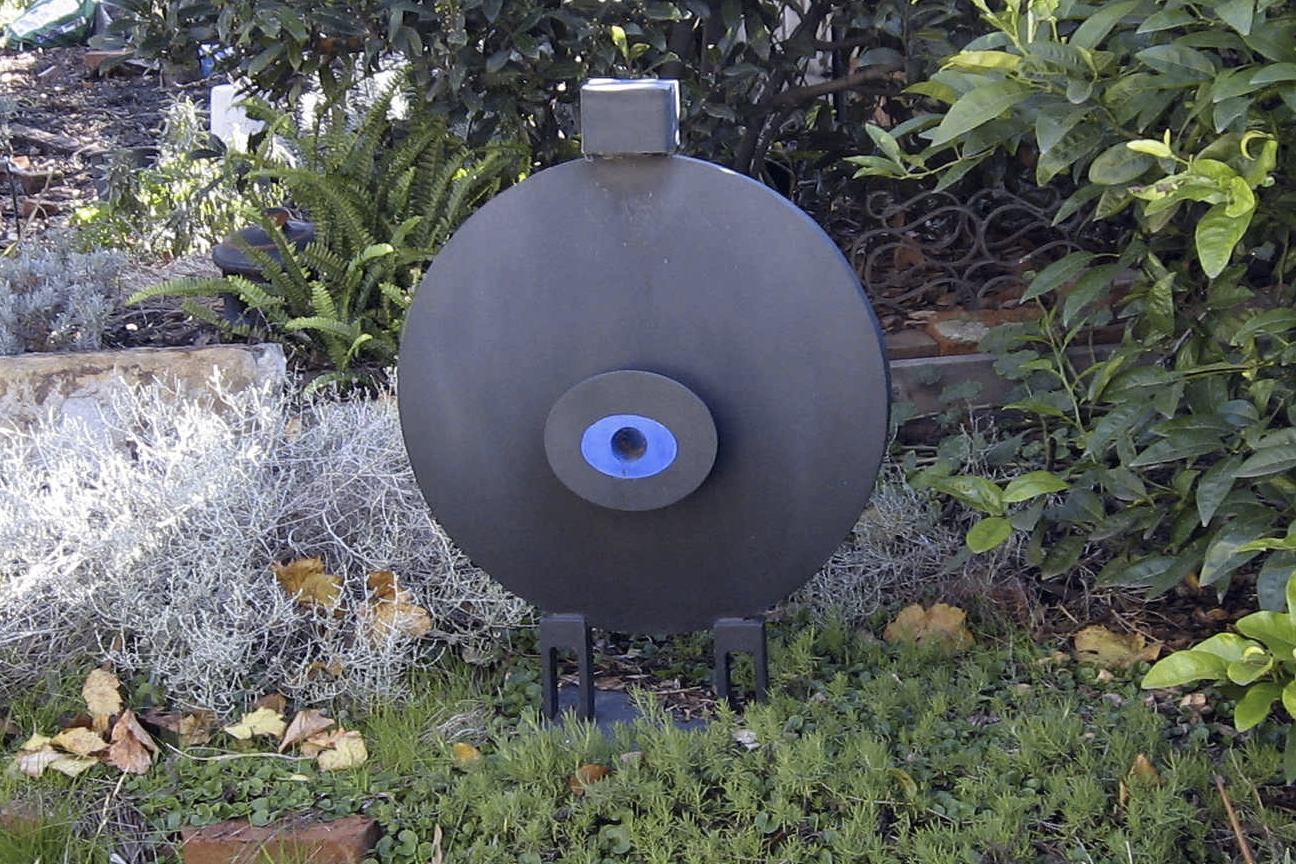
Молчащий гонг
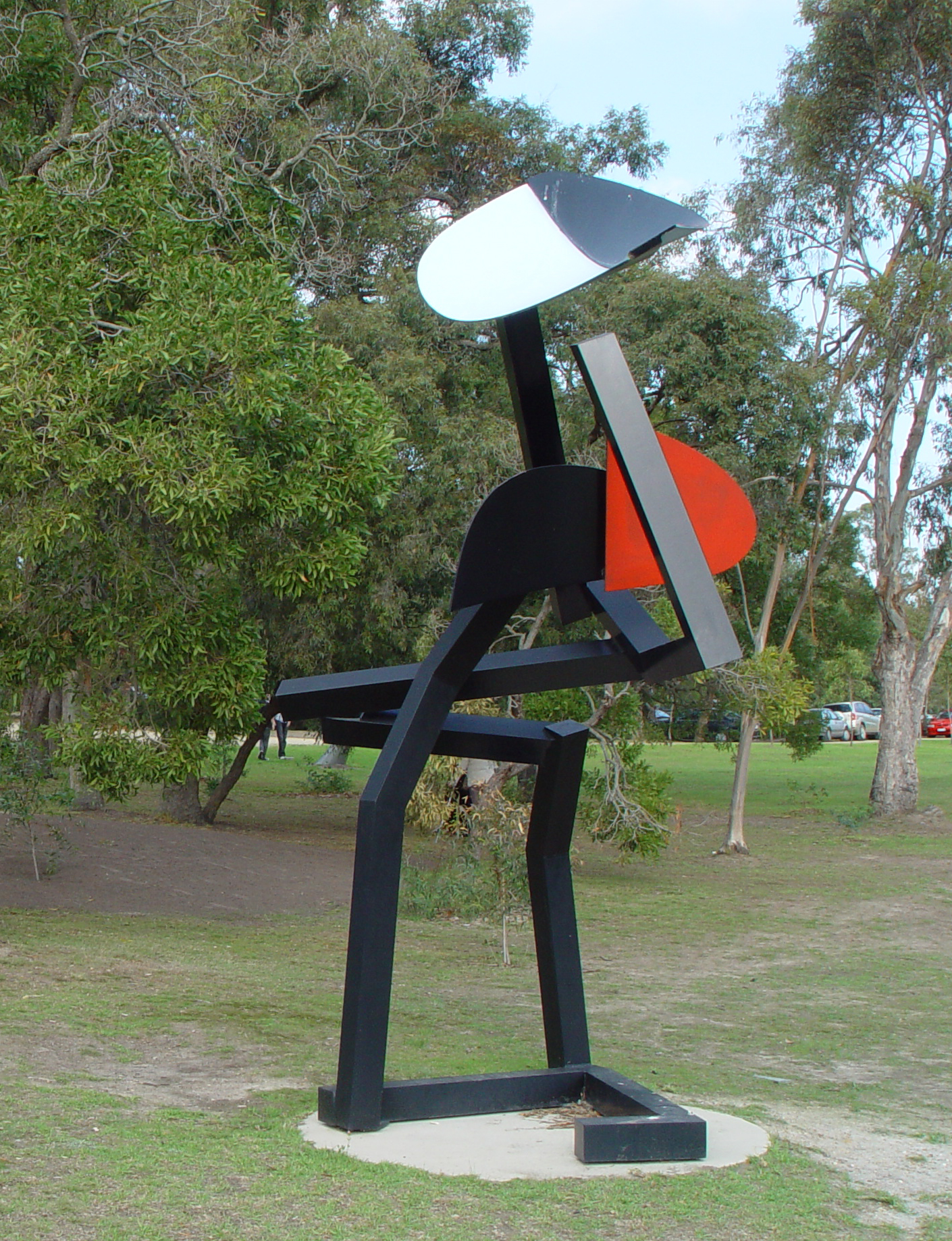
Джабару
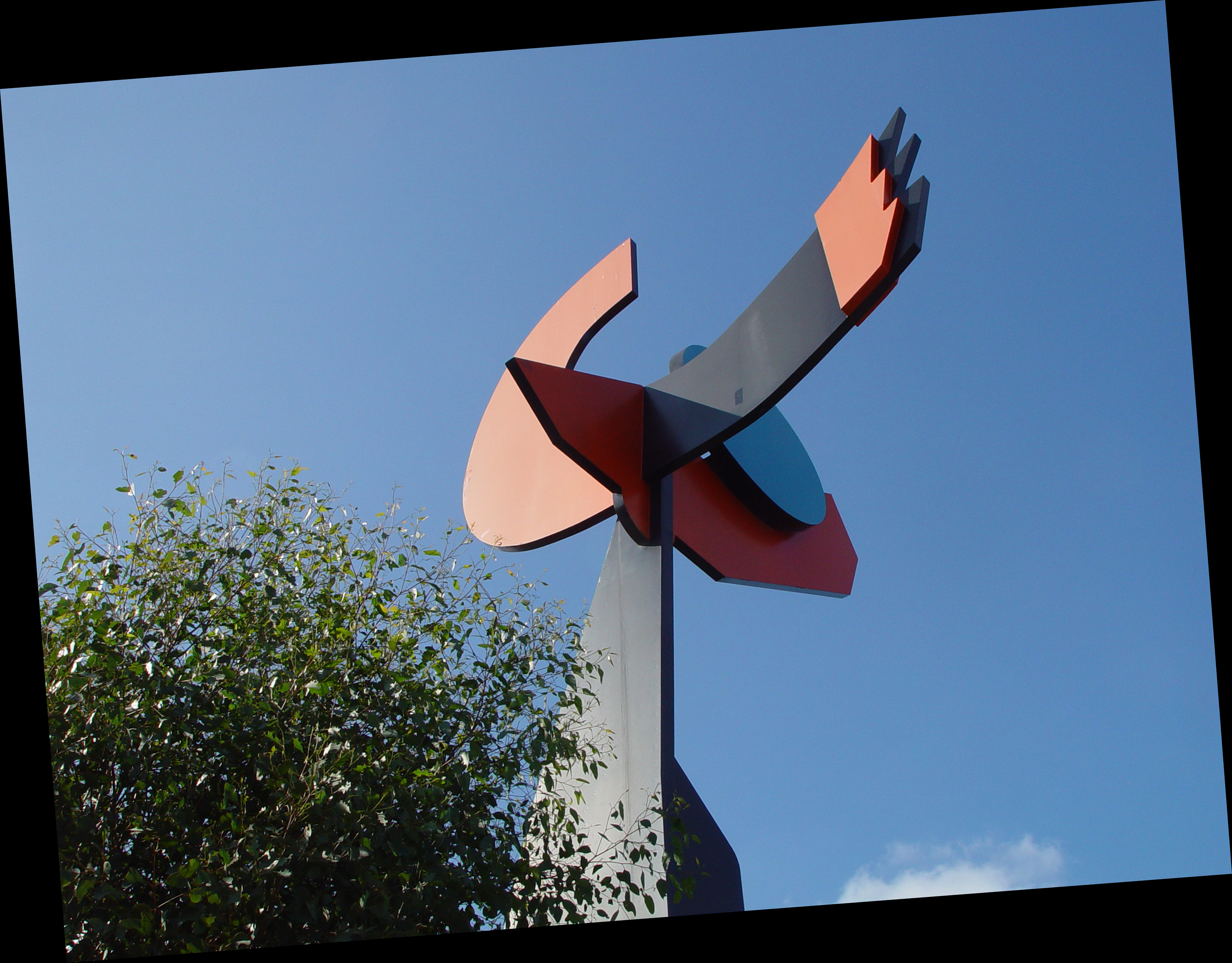
Чувственность
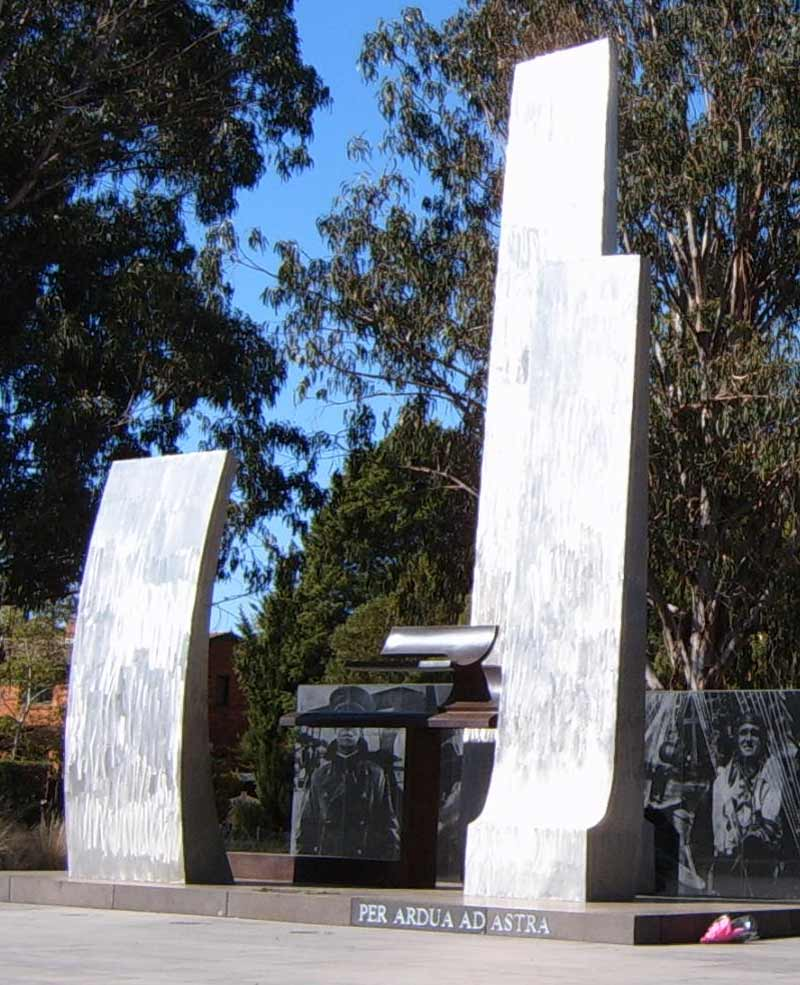
Памяти асам ВВС
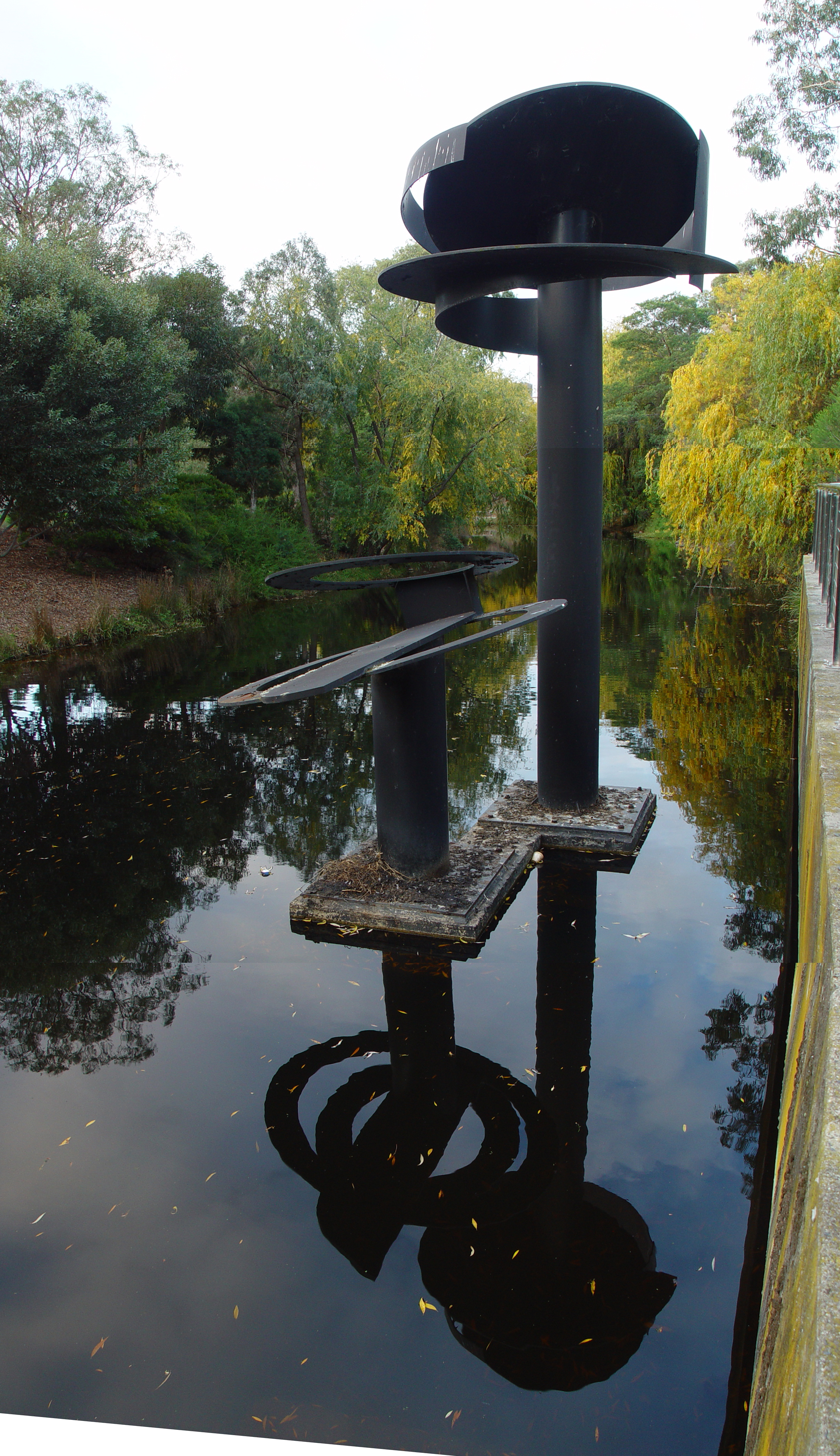
Диалоги колец
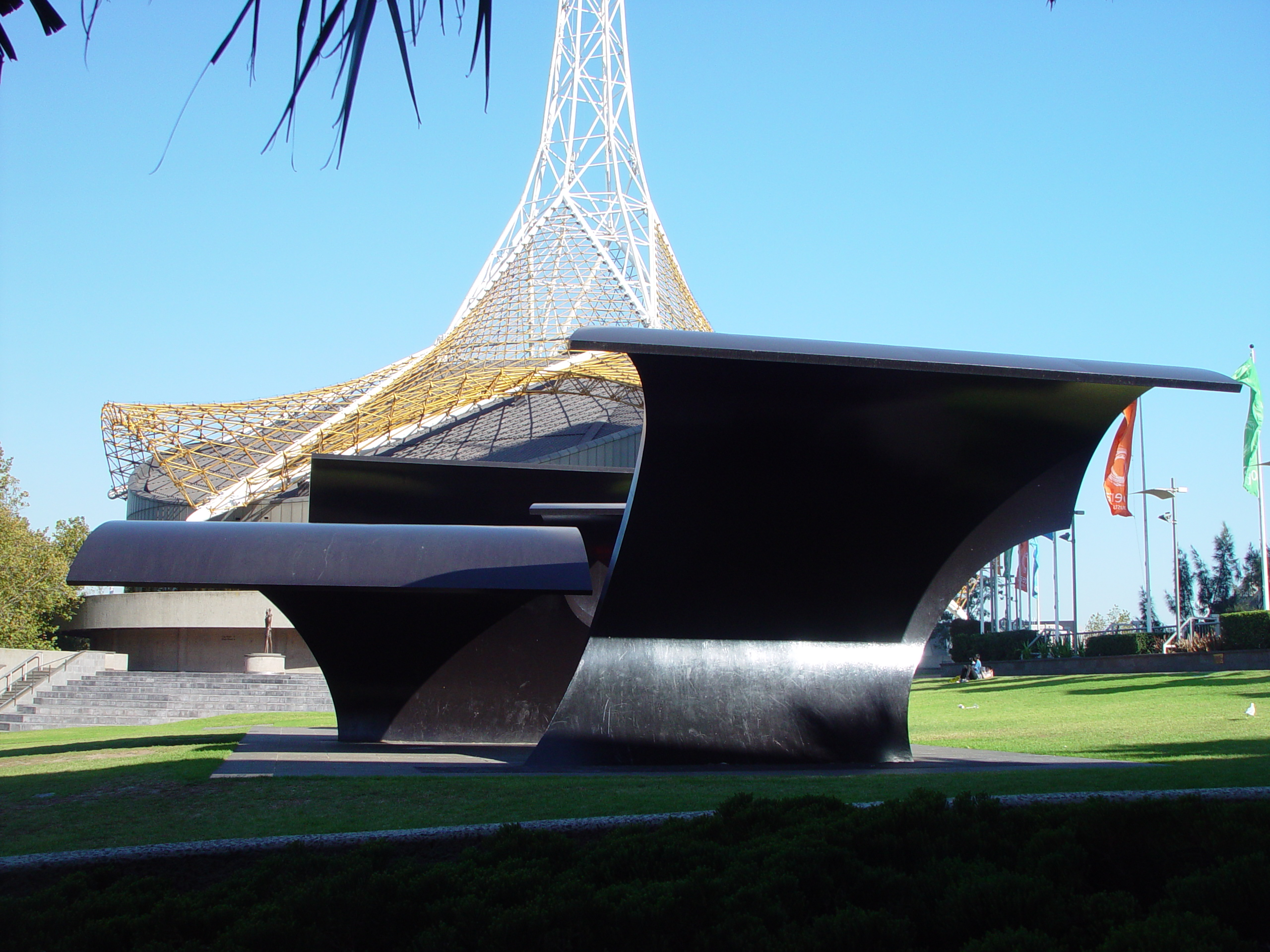
Вперёд, волны!
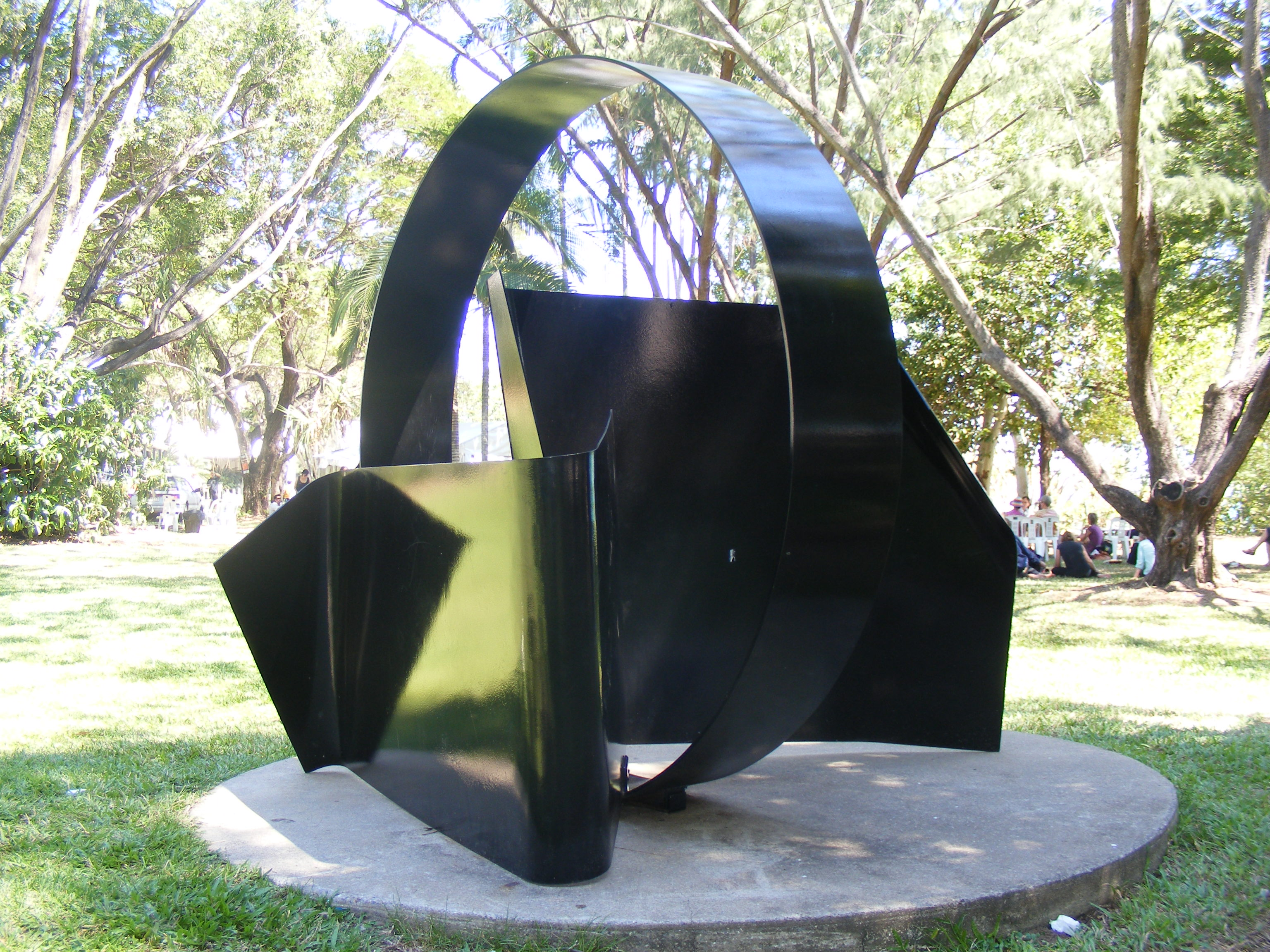
Лунное настроение
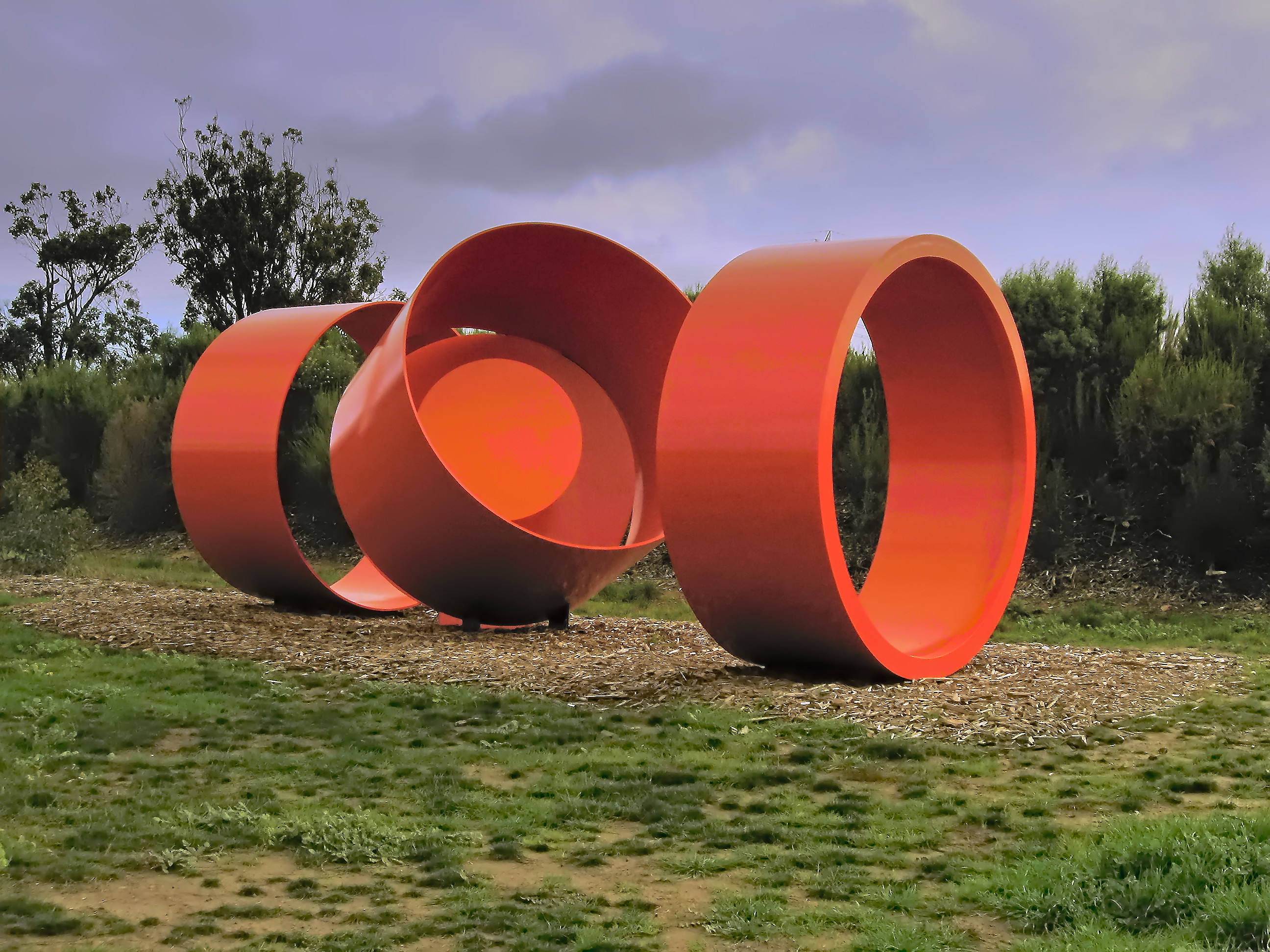
Красные кольца
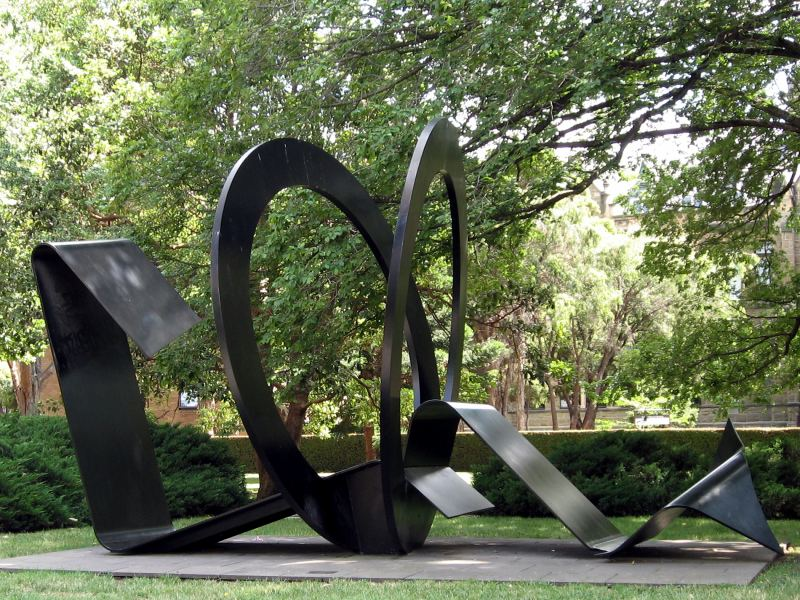
Солнечная лента
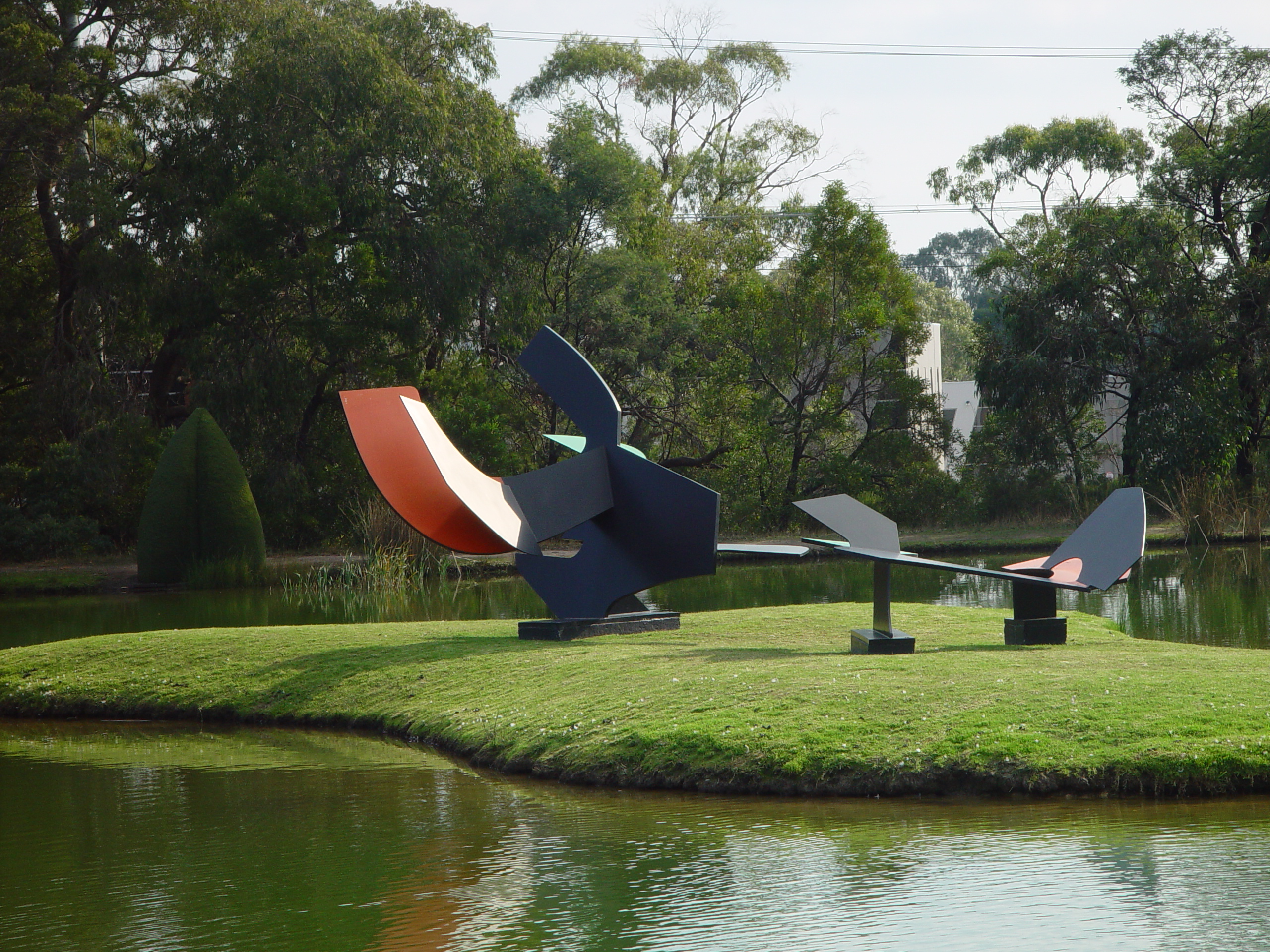
Скульптура Острова
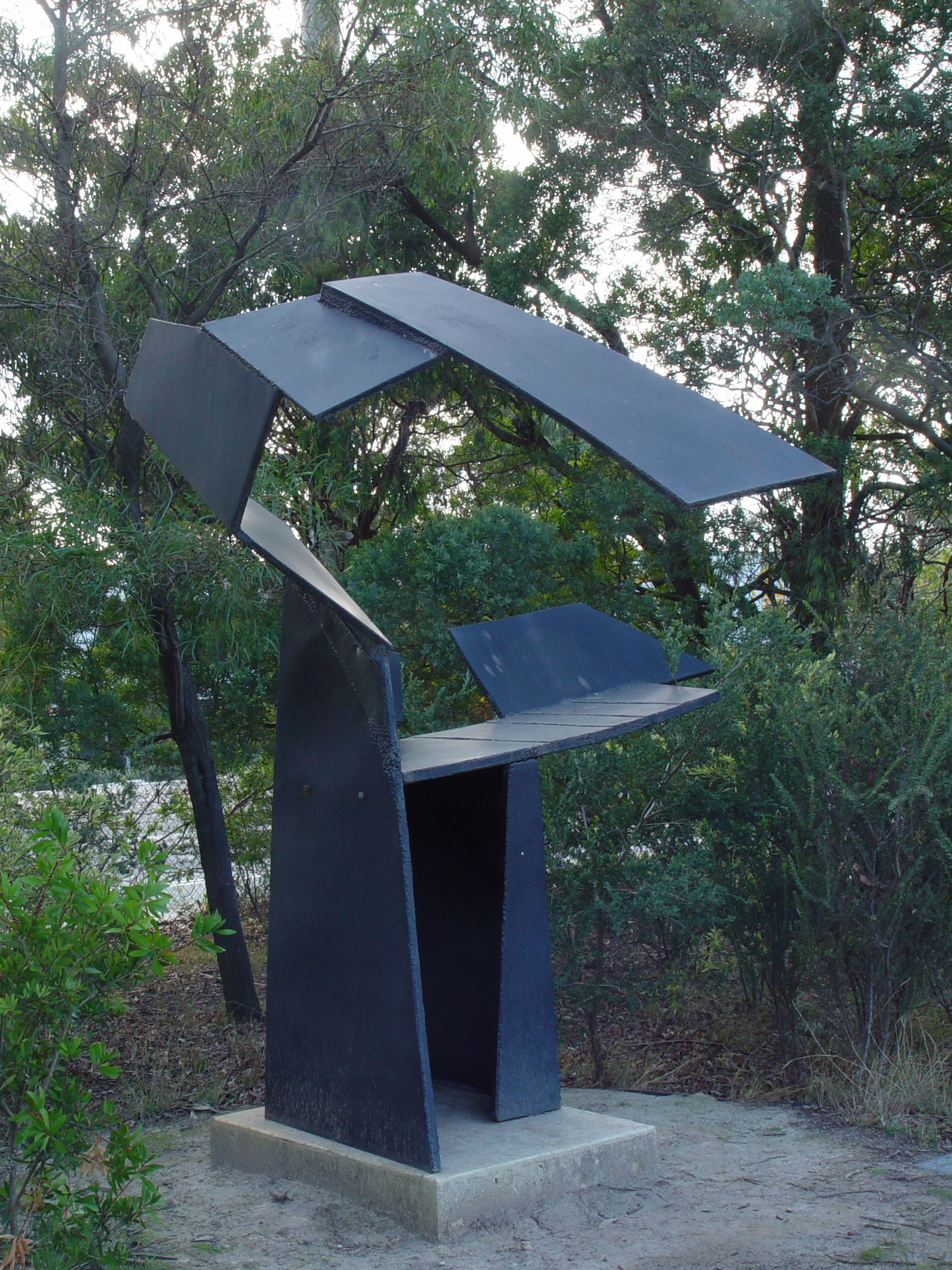
Прерванный полёт (1964)